# Nick Dasovic
Nick Robert Dasovic (ur. 5 grudnia 1968 w Vancouver) – kanadyjski piłkarz pochodzenia chorwackiego występujący na pozycji pomocnika. Trener piłkarski.

## Kariera klubowa
Dasovic seniorską karierę rozpoczynał w 1990 roku w jugosłowiańskim Dinamie Zagrzeb. W 1991 roku odszedł do kanadyjskiego North York Rockers. W 1992 roku wrócił do Dinama, które nosiło teraz nazwę Croatia Zagrzeb i grało w lidze chorwackiej. W 1993 roku Dasovic zdobył z nim mistrzostwo Chorwacji.
W połowie 1993 roku wrócił do Kanady, gdzie został zawodnikiem Montrealu Impact, grającego w amerykańskiej lidze APSL. W 1994 roku zdobył z klubem mistrzostwo tych rozgrywek. W 1995 roku odszedł do Vancouver 86ers z amerykańskiej A-League.
W tym samym roku Dasovic wyjechał do Francji, by grać w tamtejszym trzecioligowym zespole, Stade Briochin. W 1996 roku wrócił do Vancouver 86ers. Jednak jeszcze w tym samym roku ponownie trafił do Europy, gdzie został graczem szwedzkiego Trelleborga z Allsvenskan.
W 1996 roku podpisał także kontrakt ze szkockim St. Johnstone ze Scottish First Division. W 1997 roku awansował z nim do Scottish Premier League. W 1999 roku zajął z zespołem 3. miejsce w tych rozgrywkach. W 2002 roku, po spadku St. Johnstone do First Division, Dasovic wrócił do Kanady. Został tam grającym asystentem trenera klubu Vancouver Whitecaps. W 2005 roku zakończył karierę piłkarską.

## Kariera reprezentacyjna
W reprezentacji Kanady Dasovic zadebiutował 2 kwietnia 1992 roku w wygranym 5:2 towarzyskim pojedynku z Chinami. W 1993 roku był uczestnikiem Złotego Pucharu CONCACAF, który Kanada zakończyła na fazie grupowej. 11 lipca 1993 roku w zremisowanym 1:1 meczu tego turnieju z Kostaryką strzelił pierwszego gola w kadrze narodowej.
W 2000 roku Dasovic ponownie wziął udział w Złotym Pucharze CONCACAF, który tym razem się okazał dla Kanady zwycięski. W 2001 roku został powołany do kadry na Puchar Konfederacji. Zagrał na nim w meczach z Brazylią (0:0) i Kamerunem (0:2). Tamten turniej Kanada zakończyła na fazie grupowej.
W 2002 roku wraz z zespołem narodowym zajął 3. miejsce w Złotym Pucharze CONCACAF. W 2003 roku Dasovic po raz czwarty uczestniczył z Złotym Pucharze CONCACAF. Jednak tym razem Kanada odpadła z turnieju po fazie grupowej.
W latach 1992–2004 w drużynie narodowej Dasovic rozegrał w sumie 63 spotkania i zdobył 2 bramki.